# Case law
Case law – prawo sądowe, prawo tworzone przez sędziów w odróżnieniu od prawa stanowionego tworzonego przez specjalnie w tym celu powołane ciała legislacyjne (parlamenty). Inna nazwa to prawo precedensowe lub common law, choć dwie te nazwy mogą być nieco mylące. Prawo precedensowe występuje bowiem również w prawie stanowionym Stanów Zjednoczonych i UK, w tym sensie, że precedens zawierający interpretacje postanowień ustaw jest wiążący w sprawach przyszłych. Natomiast pojęcie common law może być rozumiane nieco szerzej to jest obok wyroków sądowych zawierać jeszcze prawo zwyczajowe.